# تعمية قابلة للإنكار
في التعمية، التعمية القابلة للإنكار أو التعمية النكورة (بالإنجليزية: Deniable Encryption)‏ للرسالة المعماة أن يفك تعميتها ويعطي أكثر من معنى صحيح للنص الأصلي، وهذا يعتمد على وجود مفتاح تعمية خاص بالرسالة الأصلية لتكون معقولة لدى المستخدم، وغير ذلك يكون من المستحيل اثبات وجود الرسالة إذا لم يُستخدم المفتاح الصحيح، وهذا يتيح للمرسل انكار عملية التعميةإذا أجبر على إعطاء مفتاح التعمية الخاص به.
قدم مفهوم التعمية القابلة للإنكار من قبل((Julian Assange & Ralf Wiennmann
وتم استكشافها بالتفصيل من قبل (Rafail Ostrovsky ،Cynthia Dwork, Moni Naor Ran Canetti) في عام 1996.
تسمح التعمية القابلة للإنكار لمرسل الرسالة المعماة أن ينكر إرسال تلك الرسالة لذلك يتطلب وجود طرف ثالث موثوق به.
ومن السيناريوهات الممكن حصولها ما يلي :
1-	محمد يرسل مفتاح إلى حازم وإلى غيث مفتاح آخر حيث غيث(طرف موثوق به)، حيث أن هذه المفاتيح مبنيّة لأهداف التعميةالقابلة للإنكار.
2-	محمد يبني الرسالة المعماة (المقصود هنا فك التعمية بواسطة لوحة المرة الواحدة لوحة المرة الواحدة) وعن طريق المفتاح حازم سوف يفك الرسالة بإعطاء معنى ضار (مثال ذلك : إعطاء أوامر حول كيفية سرقة مصرف ووقت سرقته بينما يخبر محمد بأن شخص ما سيحاول سرقته في حين أن غيث سيفك التعمية ويستخرج رسالة غير ضارة.
3-	يرسل محمد النص المعمى إلى حازم الذي سيحاول سرقة المصرف، حينها يتم القبض عليه.
4-	يدعي حازم أن محمد طلب منه سرقة المصرف، لكن محمد ينكر ذلك لاثبات براءته، يقول محمد أنه يمكن أن يرسل غيث نفس النص المعمى وسيقوم غيث بفك شيفرة الرسالة بشكل غير ضار بحيث غيث طرف ثالث غير مهتم وبعيد عن الشبهات وبذلك سيكون مصدق أكثر من حازم أمام القضاء.
و سناريو آخر :يتضمن إرسال محمد نفس النص المعمى إلى حازم وعمر الذي بدوره بعث مفاتيح مختلفة، مفتاح حازم يمكن أن يفك التعمية بحيث يستطيع أن يتهم عمر بأنه طعن به بافتراض أنه لا حازم ولا عمر يستطيع أن يعرف مفتاح الآخر، وحيلة محمد لن يتم اكتشافها.

## الأشكال الحديثة
لا يوجد حاليا تقنيات تعمية معروفة تسمح بالبناء القابل للتطبيق للنص المعمى والذي ينتج عنه نصيّن أصليّن ذات معنى متوقع بالاعتماد على مفتاح التعمية، على أية حال تقنيات التعمية القابلة للإنكار اكتشفت عملية التقليب العشوائي كخاصية تعتمد على وجود حزم نصية.
وهذا يجعل علم التعميةغير قابل للتطبيق لاثبات أن النص المعمى ليس بالحقيقة بيانات حشوة عشوائيّة.
وهذا يستخدم مع المزج ببعض البيانات التموهيّة والذي يحاوا المرسل أن يبقي عليها سريّة وسوف تظهر للمعتدي، مع الزعم بأن هذا كل ما هو موجود. هذا النوع من التعميةالقابلة للإنكار يسمى(بالتعميةالمخفي).
كنموذج للتعمية القابلة للإنكار ظهر التعميةللملفات والحافظات التي توظف فكرة الطبقات المجردة، بحيث كل طبقة يتم فك تعميةها بمفتاح تعمية مختلف بالإضافة إلى طبقة أخرى تسمى الطبقة (القشيّة) التي تعبئ ببايانات عشوائيّة للتمكن من الحصول على تنكر معقول للطبقات الحقيقيّة ومفاتيح التعميةالخاصة بها، بحيث يقوم المستخدم بتخزين ملفات تمويهيّة على واحدة أو أكثر من الطبقات وبالتالي انكار وجود البعض الآخر منها والادعاء بأن باقي المساحة اخذت من قبل الطبقة (القشيّة).
فيزيائيا هذه الملفات تخزن في ملفات احادية تتكون من طول موحد وأسماء اما يتم اختيارها عشوائيا (للطبقة القشيّة) أو مزيج من النصوص التي تدل على البيانات، مع عدم الحاجة للقول أن صانع الأرقام العشوائيّة يمكن أن يعرض عملية انكار هذة الملفات إلى الخطر.
للابتعاد عن هذا الافتراض تم اقتراح أن يتم تعبئة هذا الفراغ ببيانات عشوائيّة وبذلك تكون محميّة من قبل مفتاح التعمية.

## التعميةالملفّق
بعض برامج التعميةمثل :الإرسال غير الرسمي توفر التعميةالملفق والذي يعطي المشاركين فيه القدرة على انكار حصول أي نقاش.
التعميةالملفّق لا يعتبر تعمية قابل للانكار، وذلك لأن النص المعمى لا يمكن فك تعميةه إلى أكثر من نص أصلي، عملية الانكار فيه مرتبطة بعدم قدرة العدو اثبات بأن المشاركين في الحديث قاموا بالتحدث عن شيء معين أو قاموا بالحديث أصلا.
و يتم تحديد ذلك من خلال أن كل المعلومات المحتاجة للتعديل على الرسالة مشفرة ضمن الرسالة نفسها، فاذا استطاع العدو فك التعميةفسوف يستطيع أن يلفّق الرسالة.

## التحقق القابل للإنكار
في علم التعمية، التحقق القابل للإنكار يشير إلى التحقق بين مجموعة من المشاركين، بحيث يكون المشاركين قادرين بأنفسهم التحقق والتأكد من أصالة الرسالة، لكن لا يمكن أن يثبت أو يعرف الطرف الثالث ذلك بعد الحدث.
عمليا التحقق القابلة للإنكار يمكن تحقيقه من خلال استخدام (رمز تحقق الرسالة (MAC بالتأكد إذا كان المهاجم (المخترق) قادر على فك شيفرة الرسالة وهم يعرفون أيضا مفتاح تحقق الرسالة كجزء من النظام وهكذا يكون قادرا على تزوير رسائل ظاهريا تبدو وأنها صحيحة.
على سبيل المثال : في الإرسال غير الرسمي أو نظام (OTR) مفاتيح (MAC)
مشتقة أو مأخوذه من مفتاح فك التعميةاللامتناظر من خلال اقتران التشويش بالإضافة إلى ذلك يكشف نظام (OTR) مفتاح(MAC) كجزء من الرسالة التالية وقد تم استخدامها سابقا برسائل أخرى ولن تستخدم مرة أخرى.